# Marusha
Marusha Aphrodite Gleiß, conosciuta semplicemente come Marusha (Norimberga, 18 novembre 1966), è una disc jockey e cantante tedesca.

## Biografia
Dopo aver debuttato nel mondo della musica nel 1990, ha riscosso un notevole successo durante gli anni novanta con la pubblicazione di numerosi singoli di musica dance, inserite in molteplici compilation di musica di genere.
L'anno di maggior successo della cantante è stato il 1994, quando ha venduto oltre 500 000 copie del singolo Somewhere Over the Rainbow, cover del celebre brano di Judy Garland in chiave eurodance. Grazie al successo di questa canzone, si è esibita su importanti palchi di noti festival musicali come gli "MTV Awards 1995".
Nel corso della sua carriera ha pubblicato sei album e numerosi singoli; nel 2007 ha inoltre partecipato come giudice alla versione tedesca del talent show Popstars, dalla quale si sono formati i Room2012.

## Discografia

### Album
- 1994 - Raveland
- 1995 - Wir
- 1998 - No Hide No Run
- 2002 - Nonstop (Mix-CD)
- 2004 - Offbeat
- 2007 - Heat

### Singoli
- 1992 - Ravechannel
- 1993 - Whatever Turns You On
- 1993 - Go Ahead
- 1994 - Somewhere Over Tthe Rainbow
- 1994 - Somewhere Over The Rainbow [Remix]
- 1994 - It Takes Me Away
- 1994 - It Takes Me Away [Remix]
- 1994 - Trip to Raveland
- 1994 - Trip to Raveland [Remix]
- 1995 - Deep
- 1995 - Deep [Remix]
- 1995 - Unique
- 1995 - Unique [Remix]
- 1996 - Secret
- 1996 - Secret [Remix]
- 1996 - Everybody
- 1997 - Ur Life
- 1997 - My Best Friend
- 1998 - Free Love
- 1998 - Ultimate Sound
- 2000 - Jumpstart
- 2000 - Jet (come Maru)
- 2002 - Touch Base/Chimex (come Maru)
- 2003 - Snow in July
- 2004 - Cha Cha Maharadsha
- 2007 - Kick It